# 2024년 유럽 홍수
2024년 유럽 홍수에 관한 내용이다.

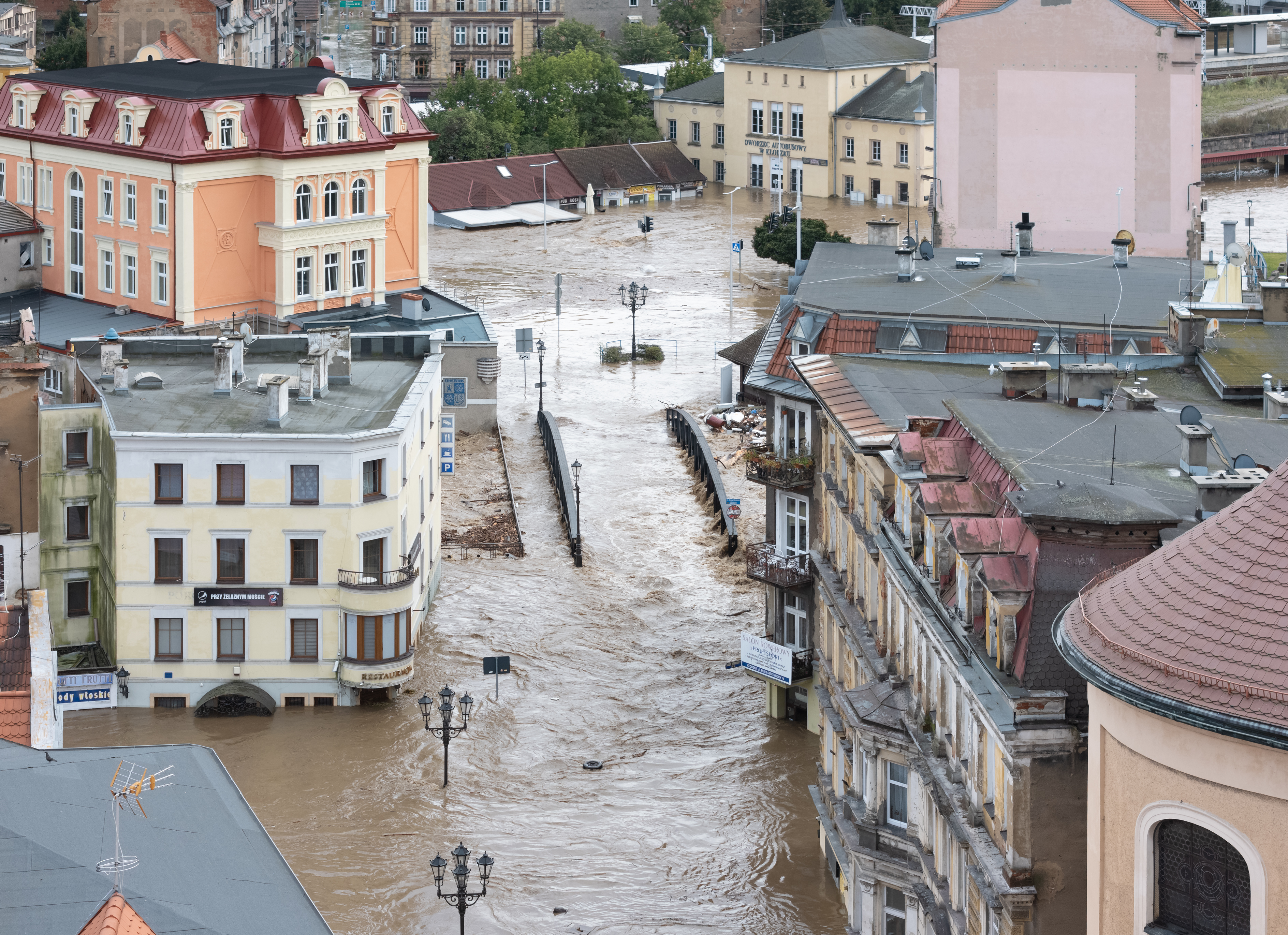
폴란드 크워츠코의 대규모 홍수(2024년 9월)

2024년 5월, 6월, 9월(스톰 보리스)에는 유럽 여러 국가가 장기간의 폭우로 인한 심각한 홍수로 피해를 입었다. 몇몇은 강 유역 범람과 산사태로 인해 사망과 광범위한 피해를 초래하는 치명적인 피해를 입혔다. 영향을 받은 국가에는 독일, 오스트리아, 스페인(2024년 스페인 홍수), 프랑스, 헝가리, 이탈리아, 스위스, 폴란드, 체코, 슬로바키아가 포함되었다.

## 같이 보기
- 2021년 유럽 홍수
- 2013년 유럽 홍수
- 2009년 유럽 홍수
- 2002년 유럽 홍수
- 2024년 스페인 홍수